# Praděd (národní přírodní rezervace)
Národní přírodní rezervace Praděd se rozkládá ve vrcholových partiích a příkrých svazích Hrubého Jeseníku (820–1490,8 m n. m.). Ráz krajiny je velmi rozmanitý. Přechází od říčních údolí Bílé Opavy až k přirozenému horskému bezlesí s četnými mrazovými sruby a karovými uzávěry údolí. Nejvyšší vrcholy Jeseníků představují zachovalou přírodu typu severské tundry, na kterých přežívají poslední zbytky endemických druhů rostlin, které vyžadují přirozené horské bezlesí či časté disturbance způsobované lavinami. Díky velké diverzitě biotopů, dlouhodobému kontinuálnímu postglaciálnímu vývoji a stálému působení mimořádných ekologických faktorů (geologické podloží, vodní eroze aj.) vznikla na území Velké kotliny a Malé kotliny unikátní diverzita druhů.
Předmětem ochrany je soubor celostátně unikátních a mimořádně zachovaných přírodních ekosystémů alpínského, subalpínského a montánního stupně a významných geomorfologických jevů, vzniklých kryogenní genezí.

## Lokalita
Národní přírodní rezervace Praděd je nejrozsáhlejší rezervací v CHKO Jeseníky i v celé ČR. Její rozloha činí 2031,40 ha. Leží na hranici mezi Olomouckým a Moravskoslezským krajem, která je zároveň rozvodí Moravy a Odry. Taky je totožná s historickým rozdělením panství Janovice a Loučná. Rezervace se nachází v oblasti Pradědské hornatiny, která je součástí Hrubého Jeseníku. Nejvyšším vrcholem je Praděd (1490,8 m n. m.), který je zároveň nejvyšší horou celé Moravy. Severně leží obec Bělá pod Pradědem, na východě pak Karlova Studánka, směrem na západ leží obec Loučná nad Desnou. Hlavní hřeben přechází přes hory Malý Děd – Praděd – Petrovy kameny – Vysoká hole – Kamzičník – Velký Máj – Jelení hřbet. Na tento hřeben navazuje ze západu Česnekový důl a Divoký důl, na východě potom Bílá Opava, Velká kotlina a Malá kotlina.

## Historie

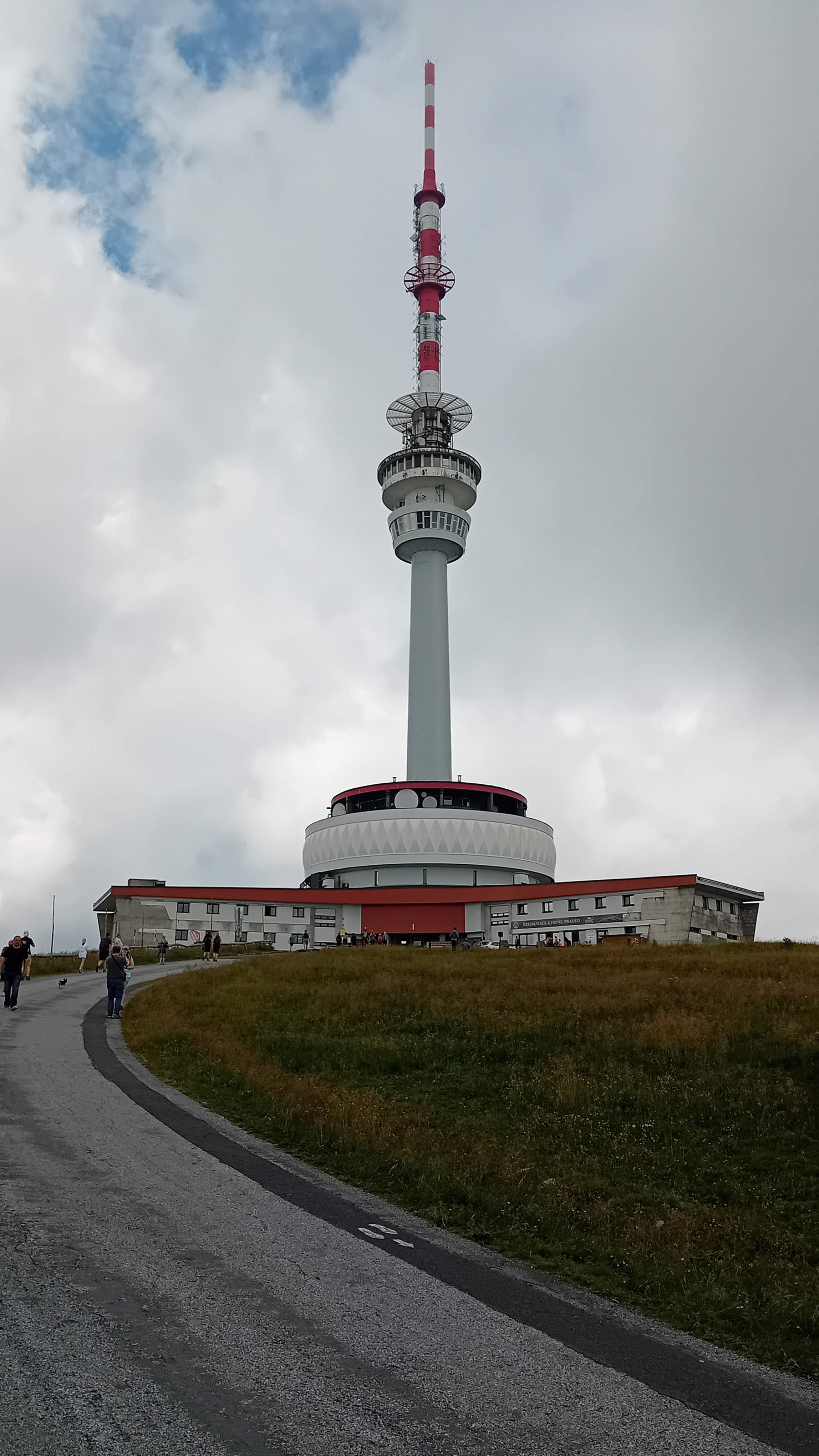
Praděd 1491 m n. m.

Oblast Velké kotliny byla už na počátku 19. století považována botaniky za velmi cennou lokalitu. I přesto však v letech 1919–1922 bylo území Vysoké Hole včetně Velké kotliny využíváno jako dopadová plocha pro dělostřelecká cvičení československé armády. Výsledkem toho byla rozsáhlá devastace tohoto biologicky cenného horského území. Roku 1946 bylo území Velké kotliny stanoveno a vyhlášeno jako přísná reservace. Následně pak roku 1955 přibyly další, a to Státní přírodní rezervace (SPR) Vrchol Pradědu díky jeho typickým vysokohorským holím, SPR Velký Kotel a SPR Malý Kotel pro pestrou botanickou diverzitu, SPR Divoký důl pro strmá údolí ve skalách s autochtonními porosty a SPR Petrovy kameny s unikátními vysokohorskými společenstvy rostlin a živočichů. Roku 1963 byla jako poslední vyhlášena SPR Bílá Opava. Důvodem jejího vyhlášení byly jedny z nejzachovalejších přirozených smrkových pralesů v České republice. 14. prosince 1990 pak spojením těch státních přírodních rezervací vznikla národní přírodní rezervace NPR Praděd.
Lesní hospodářství zde sloužilo do 17. století jen pro potřebu místních panství. S příchodem průmyslu se však situace změnila. Velký podíl na spotřebě dřeva měly železárny na Janovickém a později i Bruntálském panství. Pro umožnění dopravy dřeva po vodě byl upraven tok Bílé Opavy. Vlivem těžby zaměřené na určité druhy dřeva došlo ke změnám druhového zastoupení dřevin. Zvýšilo se zastoupení jehličnanů oproti listnáčům, lesy se staly více stejnorodé. Došlo k potlačení bučin, které byly nahrazovány smrkovými monokulturami. Po vyčerpání zásob v přístupných polohách pokračovala holá těžba do vyšších poloh. Snaha o umělou obnovu lesa se začala objevovat až v 19. století, a navíc nevhodnými dřevinami domácího i alpského původu (především borovice kleč a limba). Největší zalesňovací práce probíhaly na přelomu 19. a 20. století. Lesníci byli přesvědčení, že především vlivem pastvy došlo k výraznému poklesu horní hranice lesa, a že díky vysazování borovice kleče a limby mohou tuto hranici zvýšit. (Podle dosavadních vědeckých výzkumů v Jeseníkách kleč nikdy nerostla.) To však má až do dnešních dnů neblahé účinky na druhy, které přirozené bezlesí vyžadují a kosodřevina jim jejich přirozené prostředí zabírá. Dalším důvodem pro výsadbu byla snaha zabránit erozi půdy a sněhovým lavinám. Vzhledem k obtížnému obhospodařování vysokých poloh se nechaly tyto porosty růst bez zásahu. Výsledkem toho jsou dnešní staré nestabilní monokultury, neodolné proti biotickým i abiotickým činitelům.
Nejstarší budovou na území NPR Praděd je Švýcárna, postavená roku 1829. Jejím účelem bylo zavedení pastvy hovězího dobytka po švýcarském způsobu. Pastva pravděpodobně udržovala druhovou pestrost holí a v současnosti se proto přistupuje k jejímu rozšíření. (Na Švýcárně se pase skot od roku 2012.) Dalším objektem sloužícím pro chov tentokrát především ovcí, byla Ovčárna. (Pastva ovcí byla obnovena v roce 2015.) V roce 1866 byla po bitvě u Hradce Králové využívána jako velitelské stanoviště poražených Rakušanů. Koncem 19. století pastva postupně upadala a budovy postavené pro pastevce se začaly využívat jako turistické chaty. Během obou světových válek však opět sloužily pro vojenské účely. V průběhu druhé světové války byly vystavěny další objekty, chata Barborka a Kurzovní. V současné době chaty slouží turistům.
Vrchol Pradědu je jakožto nejvyšší vrchol Moravy oblíbeným cílem turistů. Z toho důvodu se na přelomu 19. a 20. století začaly objevovat snahy o vybudování rozhledny na tomto vrcholu. Stavba byla zahájena 30. června 1904 a dokončena v červenci 1914. Tato první podoba rozhledny na Pradědu měla podobu kamenné věže. Byla 32,5 metrů vysoká a 14,5 metrů široká. Ke stavbě bylo použito materiálu z nedalekých Tabulových skal. Tento stavební materiál se však ukázal jako nevhodný do místních klimatických podmínek a kámen se začal drolit. Dalším důvodem chátrání rozhledny byla první světová válka, během které o budovu nikdo nepečoval. Během druhé světové války využívali rozhlednu Němci pro meteorologické účely a letecká pozorování. Po skončení války se začala plánovat rekonstrukce již velmi zchátralé rozhledny. Roku 1957 musela být budova pro svůj špatný stav z bezpečnostních důvodů uzavřena a roku 1959, dřív než rekonstrukce započala, se budova zřítila. Byla tedy naplánována stavba nová, která započala roku 1968. Tentokrát už se však jednalo o moderní vysílač, který měl pokrýt poptávku po rostoucím televizním vysílání. Z důvodu stavby byla zřízena asfaltová silnice, která vede z Ovčárny až k vrcholu Pradědu, která je dnes užívána pro zásobování. Celková výška vysílače je v současné době 162 metrů. V dolní části rozhledny se nachází restaurace a hotel. Ve výšce 73 metrů se nachází vyhlídka, která za jasného počasí umožňuje vidět Sněžku, Lysou Horu, vzácně i Vysoké Tatry na Slovensku. Vrchol věže je nejvyšším pevným vrcholem České republiky; dosahuje nadmořské výšky 1637 m n. m. a leží tedy výše než vrchol Sněžky.

## Přírodní poměry

### Geologie
Geologické podloží tvoří především silikátové horniny (migmatit, rula, svor, kvarcit, fylit) prekambrijského stáří. Oblast spadá do regionu silesika, moravskoslezské oblasti, soustavy krystalinika a prevariského paleozoika. Převážná část pohoří je tvořena metamorfovanými horninami desenské klenby. Vrchol Pradědu je tvořen fylonitem (konkrétně biotit-chlorit-muskovitický fylonitem), který se táhne i dál na sever a na východ ke Kamzičí chatě. Vysoká Hole, Malý a Velký Děd jsou tvořeny kamenitým až hlinitokamenitým sedimentem z kvartéru, ovšem úplné vrcholy Malého i Velkého Děda jsou pokryté rašelinou z holocénu. Jižně od Vysoké hole, přes Kamzičník až Velkému Máji převažuje fylit až svor místy s grafitem. Petrovy kameny jsou tvořeny metagranitoidem. Okolí Barborky a Ovčárny pokrývá biototická a muskovit-biotitická rula. Nejrozšířenějším typem půd je modální podzol, který pokrývá zhruba 70% území. Vrcholové oblasti jsou pokryté půdou typu ranker.

### Geomorfologie

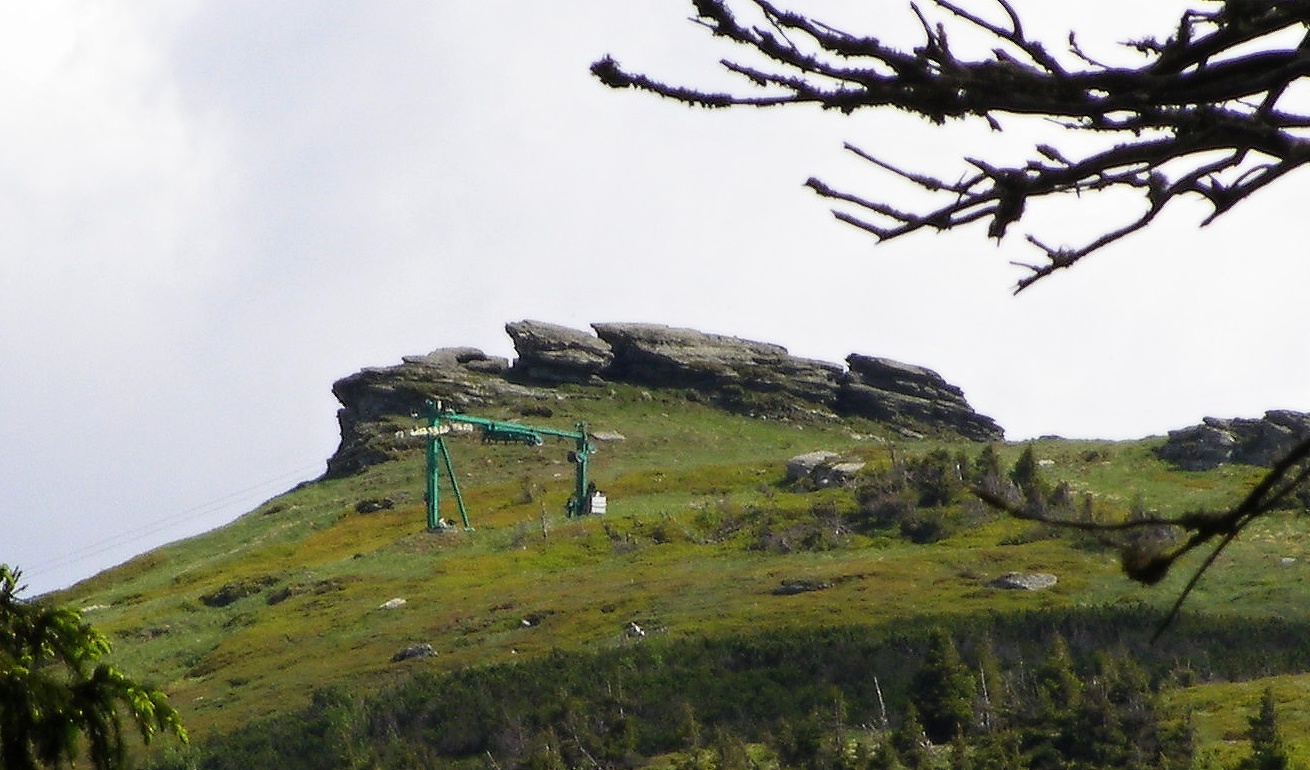
Skalní útvar Petrovy kameny

Vzhled krajiny byl morfován během pleistocénu. Mrazovým zvětráváním tak vznikl tor Petrových kamenů (1447 m n. m.), kolem kterého se nacházejí polygonální (strukturní) půdy. Na západní a severozápadní straně Petrových kamenů je vytvořen mrazový srub a kryoplanační terasy. Dalším jevem, který dokazuje existenci dlouhodobě zamrzajících půd jsou thufury na Pradědu. Působení horského ledovce dalo vzniknout karoidu Malé kotliny a karu Velké kotliny, v němž pramení řeka Moravice. Na dně karu jsou stále patrné zbytky morény. Velký vliv hraje také anemo-orografický systém. Dochází k ukládání velkého množství sněhu v závětří, což vede ke sjíždění lavin po příkrém svahu. Tyto podmínky nedovolí růst zapojenému lesu a poskytují tak prostor pro mnoho bylinných rostlin. K útvarům vzniklým mrazovým zvětráváním patří skalní ledovec pod vrcholem Suť, který se skládá z úlomků bloků křemenců. Na vrcholu Vysoké hole je vytvořena výrazná vrcholová plošina, v horní části svahu se pak nacházejí mrazové sruby a srázy. Směrem do Medvědího dolu se nachází balvanové proudy, nejrozsáhlejší v NPR Praděd.

### Hydrologie
Oblastí NPR Praděd prochází hranice povodí Odry a Moravy. Hlavní rozvodnice prochází napříč územím po hlavním hřebeni. Jedním z nejvýznamnějších pramenů je pramen Bílé Opavy, která se nachází v sedle mezi Petrovými kameny a Pradědem v nadmořské výšce 1280 m n. m. Dalšími významnými prameny jsou pramen řeky Moravice, který je zhruba 3 km od Pradědu, pramen Divoké Desné, která pramení na svahu Kamzičníku, nebo pramen Středí Opavy. V blízkosti Pradědu pramení Česnekový potok, který postupuje Česnekovým dolem a vlévá se do Divoké Desné za dolní nádrží Dlouhých Strání. Mezi menší toky patří Sviní potok, Malý a Velký Dědův potok, Zámecký potok, Kotelný potok a Volárka.
Velký význam mají vrcholová a sedlová rašeliniště.

### Klimatologie

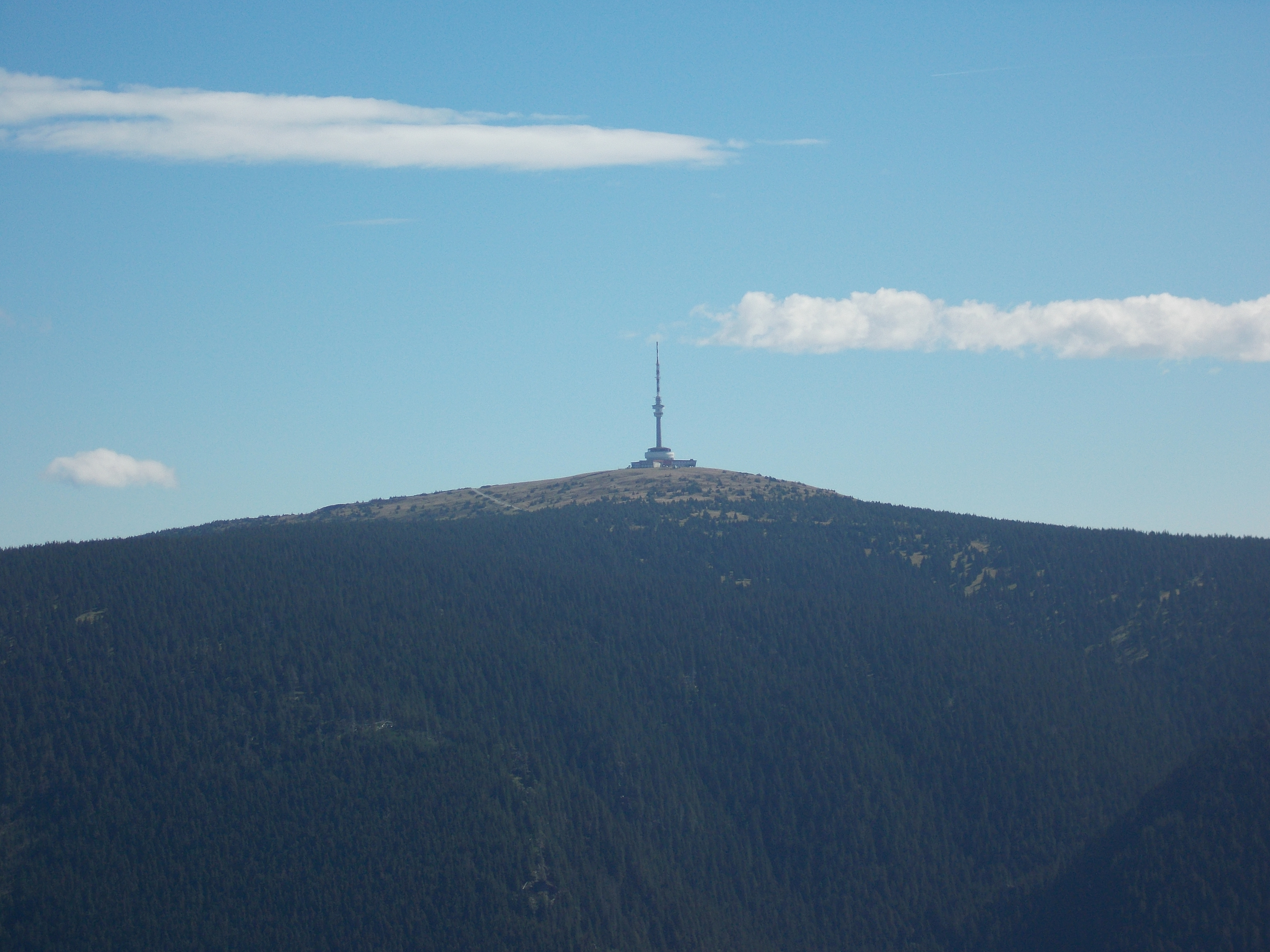
panorama Praděd

NPR Praděd představuje vrcholové partie Hrubého Jeseníku, kde je možnost mrazů po celý rok. Teploty nižší než 0 °C byly naměřeny i v červenci a srpnu. Průměrná roční teplota je pouze 1,3 °C. Léto je v této oblasti velmi krátké, chladné a vlhké, zima naopak dlouhá, velmi chladná a s velmi dlouhým trváním sněhové pokrývky, která kulminuje zpravidla v březnu a dosahuje v průměru 160 cm. Na vrcholu Pradědu trvá sněhová pokrývka v dlouhodobém průměru od 30. listopadu do 19. dubna Ale v hluboce zaříznutých kotlinách může sníh setrvávat až do července. Pro tyto kotliny (Velká kotlina, Malá kotlina aj.) jsou během zimních období charakteristické laviny. Vzhledem k vysoké nadmořské výšce patří vrchol Pradědu k největrnějším místům ČR, průměrná síla větru zde dosahuje 7,6 m/s. Bezvětří je na Pradědu zaznamenáno průměrně jen 5,5 dne v roce. Typické pro tyto vysokohorské oblasti jsou mlhy, které se vyskytují kolem 294 dní v roce.

### Flóra
NPR Praděd představuje širokou škálu biotopů, například subalpínská prameniště, otevřená vrchoviště, vyfoukané alpínské trávníky, sněhová výležiska, subalpínské vysokostébelné trávníky a nivy, skalní vegetace sudetských karů, acidofilní vegetace alpínských skal, subalpínské smilkové trávníky nebo rašelinné smrčiny. Velká různorodost biotopů dala vzniknout celé řadě endemických druhů.

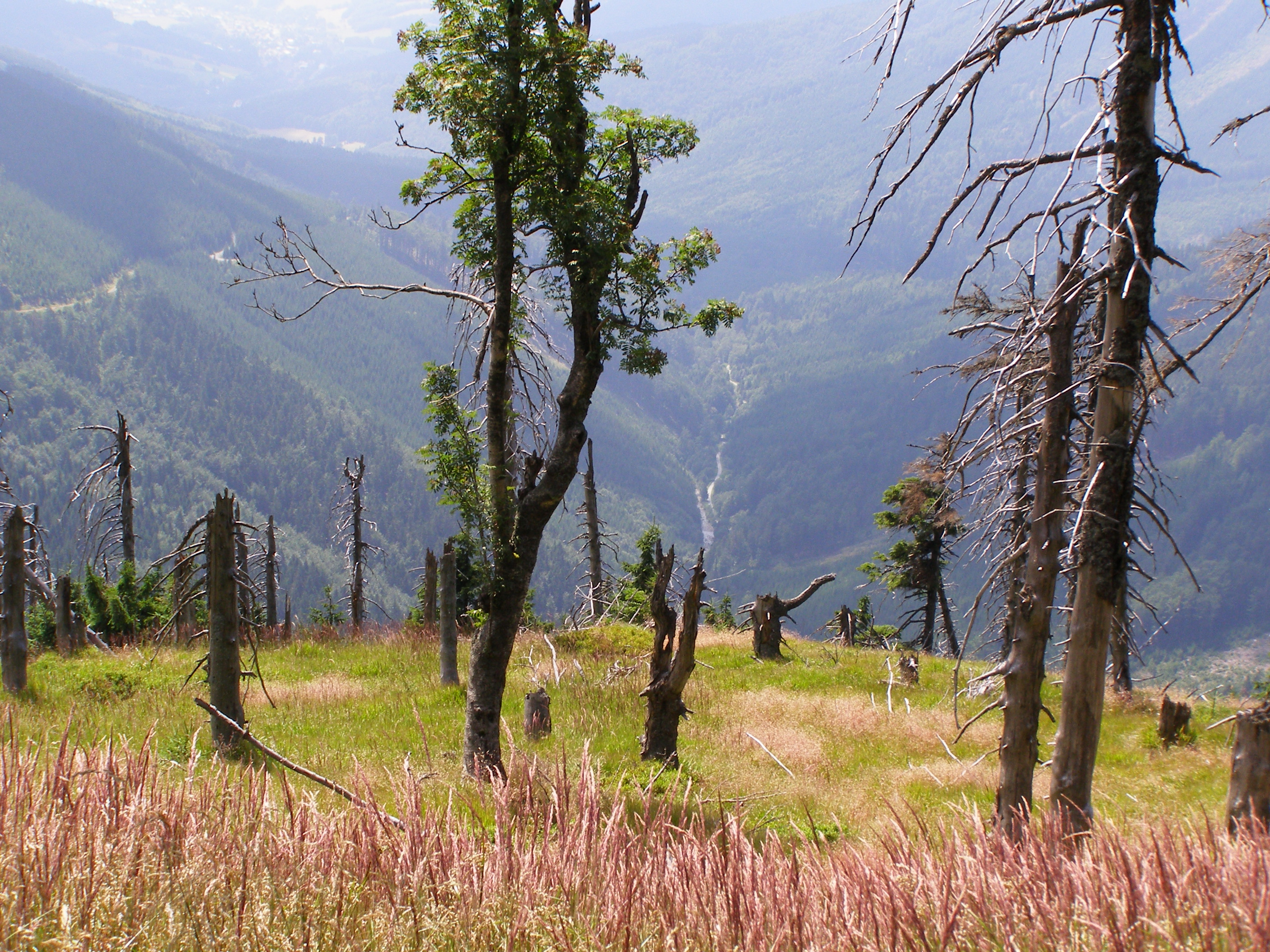
Krajina vrcholových partií Jeseníků

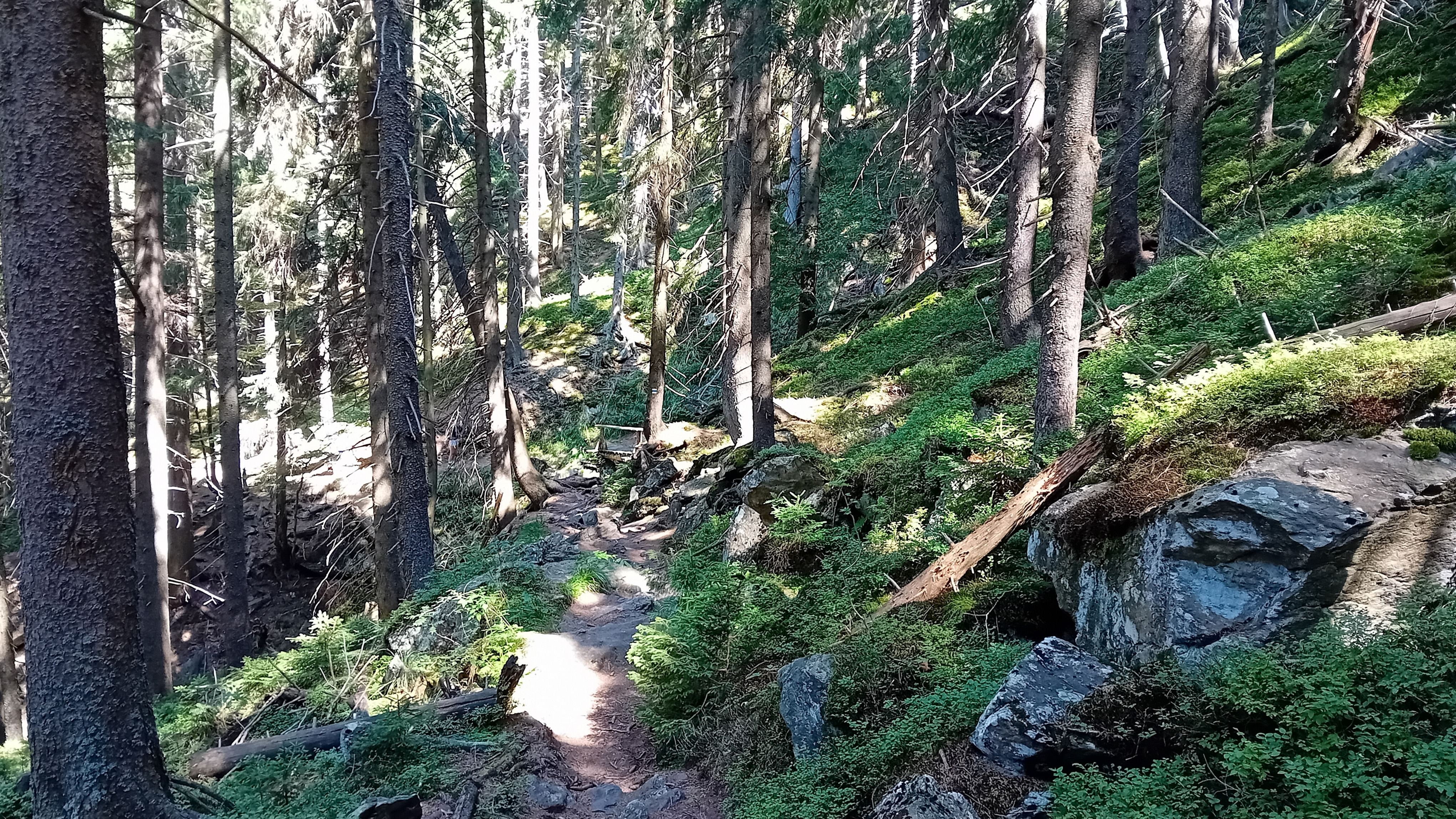
Krajina v oblasti Divokého Dolu

V okolí Petrových kamenů jsou hned dva endemické druhy. Je to lipnice jesenická (Poa riphaea) a zvonek jesenický (Campanula gelida). Pro tuto oblast jsou typické vyfoukávané trávníky, na nichž se vyskytují mechy a lišejníky, sítina trojklaná (Juncus trifidus), ostřice Bigelowova (Carex bigelowii), kostřava nízká (Festuca supina) a jestřábník alpský (Hieracium alpinum). Dalšími významnými druhy této lokality jsou řeřišnice rýtolistá (Cardamine resedifolia), vrba bylinná (Salix herbacea) a sasanka narcisokvětá (Anemone narcissiflora).
Floristicky nejvýznamnější lokalitou je Velká kotlina, která díky specifickým podmínkám dala vzniknout mnoha endemickým druhům rostlin a patří mezi evropsky významné lokality. Je uváděno, že zde roste kolem 480 druhů rostlin. Endemickými druhy jsou jitrocel černavý sudetský (Plantago atrata subsp. sudetica) a hvozdík kartouzek sudetský (Dianthus carthusianorum subsp. sudeticus). Dalšími vzácnými druhy jsou hvozdík pyšný alpínský (Dianthus superbus subsp. alpestris), devaterník velkokvětý tmavý (Helianthemum grandiflorum subsp. grandiflorum), violka žlutá sudetská (Viola lutea subsp. sudetica), škarda sibiřská (Crepis sibirica), šabřina tatarská (Conioselinum tataricum), vzácněji pak oměj šalamounek sudetský (Aconitum plicatum subsp. sudeticum), kopyšník tmavý (Hedysarum hedysaroides), mateřídouška ozdobná sudetská (Thymus pulcherrimus subsp. sudeticus), lipnice alpská (Poa riphaea), psineček alpský (Agrostis alpina), hvězdnice alpská (Aster alpinus), ostřice pochvatá (Carex vaginata), hořec jarní (Gentiana verna), zvonek okrouhlolistý sudetský (Campanula rotundifolia subsp. sudetica) a mázdřinec rakouský (Pleurospermum austriacum) a mnoho dalších.
Také v Malé kotlině se nacházejí vzácné druhy rostlin, například kropenáč vytrvalý (Swertia perennis), huseník sudetský (Arabis sudetica), hlavinka horská (Traunsteinera globosa), mázdřinec rakouský (Pleurospermum austriacum), hladýš andělikový (Laseripitium archangelica) a nově popsaný endemický poddruh pupava Bierbesteinova sudetská (Carlina biebersteinii subsp. sudetica).
Dalšími významnými druhy celé oblasti, které si vyžadují ochranu jsou například běloprstka bělavá (Pseudorchis albida), bradáček srdčitý (Listera cordata), hořec panonský (Gentiana pannonica), hořec tečkovaný (Gentiana punctata), jalovec obecný nízký (Juniperus communis subsp. alpina), jednokvítek velekvětý (Moneses uniflora), jestřábník huňatý (Hieracium villosum), kamzičník rakouský (Doronicum austriacum), kapradina hrálovitá (Polystichum lonchitis), klikva bahenní (Oxycoccus palustris), koprníček bezobalný (Ligusticum mutellina), korálice trojklaná (Corallorhiza trifida), kyhanka sivolistá (Andromeda polifolia), lilie zlatohlavá (Lilium martagon), lomikámen vždyživý (Saxifraga paniculata), měsíčnice vytrvalá (Lunaria rediviva), oměj pestrý (Aconitum variegatum), oměj vlčí mor pravý (Aconitum lycoctonum subsp. lycoctonum), ostřice Buxbaumova (Carex buxbaumii), ostřice bažinná (Carex limosa), ostřice tmavá (Carex atrata), pětiprstka žežulník (Gymnadenia conopsea), plavuň pučivá (Lycopodium annotinum), plavuník alpínský (Diphasiastrum alpinum), plavuník zploštělý (Diphasiastrum complanatum), prstnatec májový pravý (Dactylorhiza majalis subsp. majalis), prstnatec Fuchsův (Dactylorhiza fuchsii), rosnatka okrouhlolistá (Drosera rotundifolia), řeřišnice hořká Opizova (Cardamine amara subsp. opizii), stračka vyvýšená (Delphinium elatum), suchopýrek alpský (Trichophorum alpinum), šicha oboupohlavná (Empetrum hermafroditum), tolie bahenní (Parnassia palustris), tučnice obecná (Pinquicula vulgaris), vemeníček zelený (Coeloglossum viride), vemeník dvoulistý (Platanthera bifolia), vranec jedlový (Huperzia selago), vraneček brvitý (Selaginella selaginoides), vratička měsíční (Botrychium lunaria), vrba laponská (Salix lapponum), vrba rozmarýnolistá (Salix rosmarinifolia), zvonečník hlavatý horský (Phyteuma orbiculare subsp. montanum) a zvonek vousatý (Campanula barbata).
V NPR Praděd se také vyskytuje řada ohrožených druhů hub. Byl zde zaznamenán výskyt dvou zvláště chráněných druhů hub – bolinka černohnědá (Camarops tubulina) a šťavnatka smrková (Hygrophorus piceae). Mezi kriticky ohrožené druhy patří vláknice štětinatá (Inocybe hystrix), pindarovka zemní (Pindara terrestris) a šupinovka elegantní (Pholiota elegans).

### Fauna
Oblast NPR Praděd je významná také výskytem vzácných druhů živočichů. Unikátní lokalitou je opět Velká kotlina. Zde bylo popsáno několik nových druhů bezobratlých živočichů, kteří se v rámci ČR vyskytují pouze ve Velké kotlině, například střevlíček Paradromius strigiceps nebo nosatec Ranunculiphilus pseudinclemens. Indikátorem původních klimaxových vysokohorských smrčin je tesařík čtyřpásý Cornumutila quadrivittata. Mezi další vzácné druhy, které jsou indikátory zachovalého přírodního prostředí patří drabčík Gabrius tirolensis, hnojník Aphodius limbolarius, z mandelinkovitých Smaragdina diversipes, zástupce mrchožroutovitých Silpha tyrolensis. Nový rod chvostoskoků, který zde byl objeven, byl pojmenován Jesenikia. Endemickým druhem motýla je vysokohorský okáč sudetský Erebia sudetica subsp. sudetica, který je ohrožen zarůstáním biotopu klečí. Dalšími druhy obývajícími vysokohorské hole, které jsou navržené na endemický status, jsou Erebia epiphron subsp. silesiana, osenice lesní Diarsia mendica, Sparganotis rubicundana, Epichnopterix ardua. Častými druhy, avšak stále chráněnými druhy jsou mravenec Formica lugubris a střevlík Carabus variolosus variolosus.
Pro bezobratlé živočichy žijící v alpínském bezlesí představují největší ohrožení porosty borovice kleče. Ty těmto druhům živočichů zmenšují životní prostor a zároveň fragmentují krajinu, čímž brání genetické výměně jednotlivých mikropopulací.
Zástupcem obratlovců je ropucha obecná (Bufo bufo), čolek horský (Triturus alpestris), ještěrka živorodá (Lacerta vivipara) nebo zmije obecná (Vipera berus).
I přes nepříznivé klima alpínského bezlesí se zde vyskytuje několik druhů ptactva, kterých však neustále ubývá vlivem antropogennímu rozmachu v krajině. Mezi kriticky ohrožené druhy patří sokol stěhovavý (Falco peregrinus), který využívá k hnízdění skalní římsy. Zaznamenán zde byl i kriticky ohrožený slavík modráček tundrový (Luscinia svecica svecica) nebo kulík hnědý (Eudromias morinellus), který je ohrožen kvůli neustále se zvyšujícímu tlaku člověka jeho stanoviště – arktoalpínská bezlesí. Vzácným a postupně mizejícím kriticky ohroženým druhem je tetřev hlušec (Tetrao urogallus) a tetřívek obecný (Tetrao tetrix). Silně ohroženými druhy jsou bělořit šedý (Oenanthe oenanthe), linduška horská (Anthus spinoletta), jejíž populace výrazně klesá, pěvuška podhorní (Prunella collaris), čáp černý (Ciconia nigra), jeřábek lesní (Tetrastes bonasia), pro kterého byla vyhlášena spolu s chřástalem polním Ptačí oblast Jeseníky, kos horský (Turdus torquatus), lejsek malý (Ficedula parva), sýc rousný (Aegolius funereus). Druhy vyskytující se zde spíš ojediněle jsou bramborníček hnědý (Saxicola rubetra), cvrčilka slavíková (Locustella luscinioides), hýl rudý (Carpodacus erythrinus), krkavec velký (Corvus corax), ořešník kropenatý (Nucifraga caryocatactes) a strakapoud prostřední (Dendrocopus medius).
Ze savců patří k ohroženým druhům rys ostrovid (Lynx lynx), z drobných živočichů myšivka horská (Sicista betulina), rejsek horský (Sorex alpinus) a plch lesní (Dryomys nitedula), kterým ubývá jejich přirozené stanoviště. Nepůvodním druhem je kamzík horský (Rupicapra rupicapra), který zde způsobuje značně škody okusem, podobně jako jelen lesní (Cervus elaphus), proto je potřeba jejich populace udržovat na nízké úrovni.

## Ochrana
NPR Praděd se nachází v I. zóně CHKO Jeseníky. Představuje přírodovědecky nejcennější část celé oblasti, jelikož přírodní prostředí je tvořeno vzácnými a v rámci ČR i střední Evropy ojedinělými typy přírodních stanovišť. Nacházejí se zde biotopy typu původních horských smrčin, skalních štěrbin a terásek (např. ve Velké kotlině a Malé kotlině). Další významnou strukturou jsou vyfoukané alpínské trávníky na Petrových kamenech., Ve Velké kotlině se vyskytují sněhová výležiska (silikátové alpínské a boreální trávníky).. Na horní hranici lesa a okrajích karů lze najít subalpínské smilkové trávníky a subalpínská prameniště. Na některých vrcholech se nachází vrchovištní a přechodová rašeliniště (Malý Děd, Velký Děd, vrchol Máj, Sedlové rašeliniště). Všechny tyto biotopy jsou výjimečné, hostí nespočet vzácných druhů a zasluhují si ochranu.
Centrální část Pradědské hornatiny (135 km²) je zařazena do celosvětové sítě EECONET (European Ecological Network – zóny zvýšené péče o krajinu navržené pro Evropskou ekologickou síť). NPR Praděd spadá do programu NATURA 2000, překrývá se s EVL Praděd (evropsky významná lokalita) a s Ptačí oblastí Jeseníky. Zařazuje se mezi IPA’s (Important Plant Area). Je také součástí Významného ptačího území.

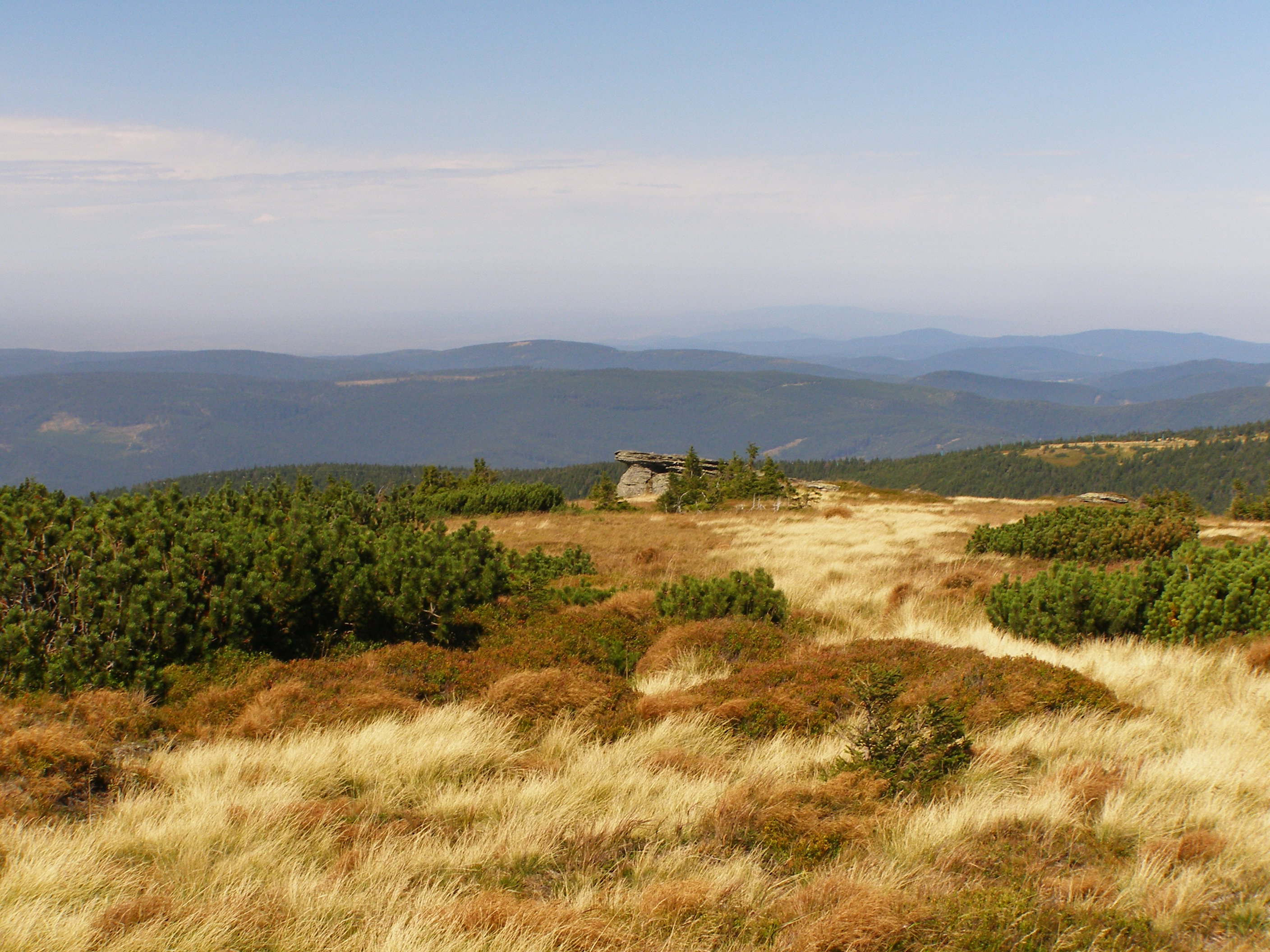
Vrcholové partie

Dlouhodobým cílem péče je aktivní obnova přirozených nelesních biotopů postupnou redukcí kleče, která je v některých partiích považována za škodlivou, jelikož zásadním způsobem narušuje strukturu horní hranice lesa. Původní vegetace v zastíněném podrostu ustupuje a začínají převládat stinné a acidofilní druhy. Proto začaly na mnoha místech projekty na redukci kleče, a to ve Velké kotlině, Malé kotlině a kolem Petrových kamenů. Objevil se však nový problém, a to že náhlé množství biomasy nestačilo odehnívat a plochy začaly zarůstat maliníkem. Kácené dřeviny proto byly páleny nebo odváženy na štěpkování. Snahou je dosáhnout subalpínského pásma bez kleče se zastoupením všech autochtonních druhů rostlin a známých druhů živočichů v životaschopných populacích. Cílem je také uchování prvků neživé přírody v co nejlepším stavu, uchování genofondu místních populací dřevin a ponechání lesních ekosystémů a vybraných partií dobře zachovaných přechodových ekosystémů lavinových drah a skal samovolnému vývoji.

## Turismus

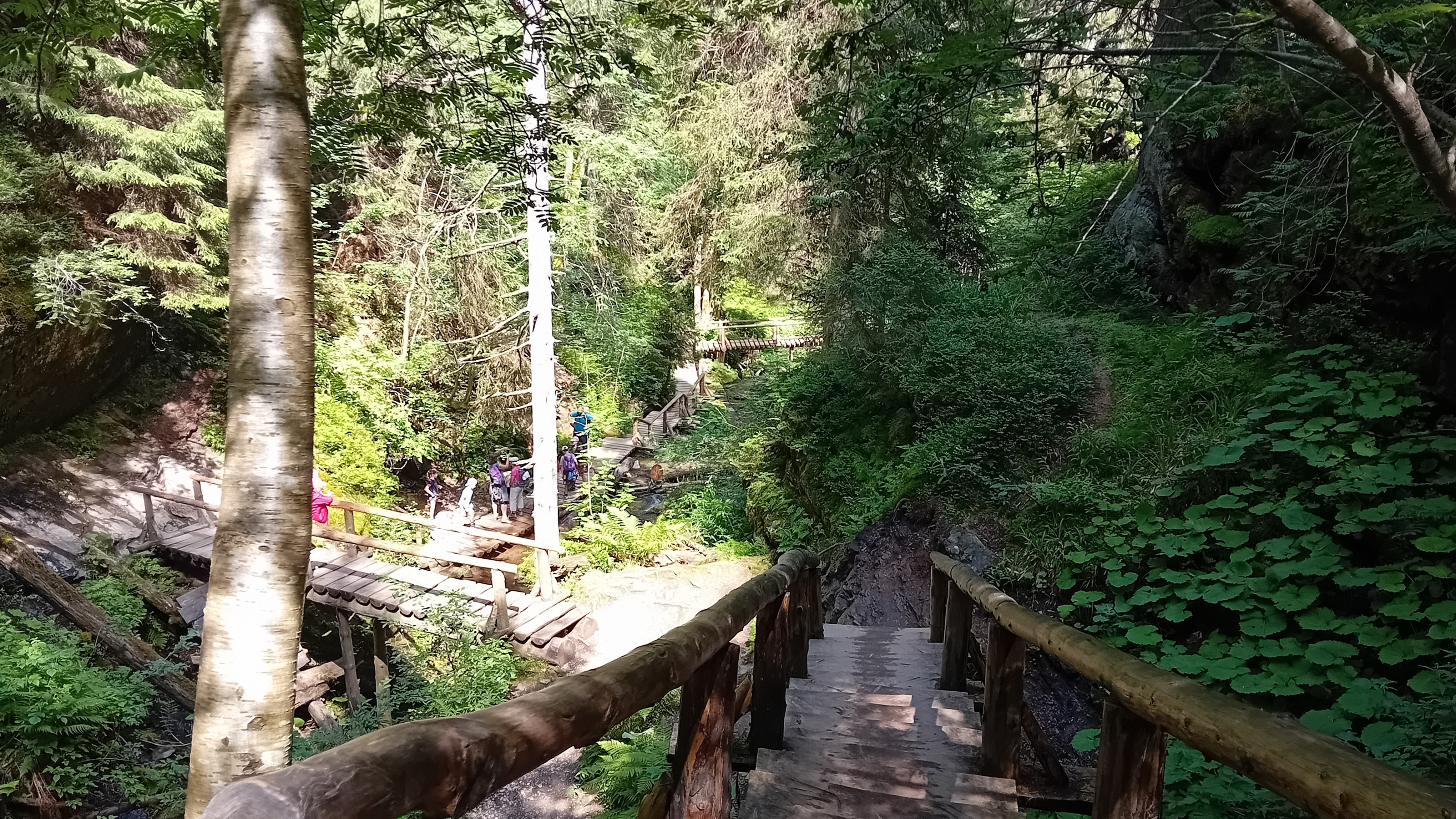
Bílá Opava

NPR Praděd je atraktivním turistickým cílem. Návštěvnost této oblasti je velmi vysoká a je potřeba zabránit tomu, aby měla negativní dopady na přírodu. Největším rizikem pro ekosystémy jsou sjezdové tratě. Jediným lyžařským areálem v NPR Praděd je Lyžařský areál Praděd-Ovčárna. Je to nejvýše položený lyžařský areál v ČR, nástupní místo je v 1300 m n. m. V provozu je šest vleků a devět sjezdovek. Povolení k spuštění vleků a termín ukončení provozu stanovuje Správa CHKO Jeseníky, a to v závislosti na výšce sněhové pokrývky. Sjezdovky narušují souvislý les, jejich provoz narušuje sukcesi, vegetace je poškozována při úpravě rolbou i samotnými lyžaři, kteří se často pohybují mimo vyhrazené sjezdové tratě. Také nerespektování běžkařských tratí přináší negativní vlivy, a to hlavně v kritickém předjarním období, kdy na zemi hnízdící ptáci začínají obsazovat svá hnízdiště (např. lindušky). To platí především o území Petrových kamenů a Sedlového rašeliniště. Významným turistickým cílem je naučná stezka Bílá Opava, která začíná v Karlově Studánce a končí u chaty Barborka pod Pradědem. Prochází staletými horskými pralesy podél toku Bílé Opavy, na němž je celá řada vodopádů (nejvyšší 7,9 m)
 V roce 2004 způsobila velká vichřice polom stejnověkých stromových porostů, které byly ponechány samovolnému rozpadu.
Další naučnou stezkou je Velká kotlina, jejíž začátek je v Karlově pod Pradědem a konec u Ovčárny.